# Списак генерала и адмирала ЈНА: Р
Списак генерала и адмирала Југословенске народне армије (ЈНА) чије презиме почиње на слово Р, за остале генерале и адмирале погледајте Списак генерала и адмирала ЈНА.
- Илија Радаковић (1923—2015), генерал-пуковник. Активна служба у ЈНА престала му је 1985. године. Народни херој.
- Лазо Радаковић (1913—2014) генерал-потпуковник. Активна служба у ЈНА престала му је 1971. године. Народни херој.
- Душан Радановић (1925—2015) морнаричкотехнички генерал-мајор. Активна служба у ЈНА престала му је 1984. године.
- Иван Радановић (1931—2016) генерал-потпуковник. Активна служба у ЈНА престала му је 1991. године.
- Бранимир Раделић (1916—1998) контра-адмирал. Активна служба у ЈНА престала му је 1968. године.
- Радован Радиновић (1939) генерал-мајор.[б]
- Драгослав Радисављевић (1924) генерал-потпуковник авијације.
- Александар Радић (1926) санитески генерал-мајор.
- Војислав Радић (1902—1971) генерал-мајор. Активна служба у ЈНА престала му је 1956. године. Народи херој.
- Велимир Радичевић (1914—2017) генерал-потпуковник. Активна служба у ЈНА престала му је 1971. године. Народни херој.
- Милосав Радмановић (1938) генерал-мајор.[в]
- Миленко Радованов (1924—1991) генерал-мајор.
- Стеван Радовановић (1924) генерал-мајор. Активна служба у ЈНА престала му је 1980. године.
- Александар Радовић (1933) генерал-потпуковник.[г]
- Војислав Радовић (1932) генерал-мајор авијације.[д]
- Драгутин Радовић (1919—2012) генерал-мајор. Активна служба у ЈНА престала му је 1975. године.
- Ратко Радовић (1916—2008) генерал-мајор. Активна служба у ЈНА престала му је 1964. године.
- Светозар Радојевић (1920) генерал-потпуковник авијације. Активна служба у ЈНА престала му је 1978. године.
- Драгоман Радојичић (1920—1989) генерал-потпуковник авијације. Активна служба у ЈНА престала му је 1978. године.
- Михајло Радојковић (1938) генерал-мајор.[ђ]
- Миодраг Радосављевић (1923) вице-адмирал. Активна служба у ЈНА престала му је 1981. године.
- Лазо Радошевић (1919—2011) генерал-мајор. Активна служба у ЈНА престала му је 1973. године.
- Никола Радошевић (1914—1995) генерал-мајор. Активна служба у ЈНА престала му је 1968. године.
- Милорад Радуловић (1919—1991) генерал-мајор. Активна служба у ЈНА престала му је 1975. године.
- Милисав Раичевић (1910—1995) генерал-мајор. Активна служба у ЈНА престала му је 1965. године.
- Пејо Раичевић (1913—1985) генерал-мајор. Активна служба у ЈНА престала му је 1970. године.
- Мирко Раковић (1933) генерал-мајор.[е]
- Драго Ракочевић (1928) генерал-мајор.
- Иван Рандић (1911—1973) контра-адмирал. Активна служба у ЈНА престала му је 1962. године.
- Бошко Ранитовић (1925) генерал-мајор.
- Александар Ранковић (1909—1983) генерал-пуковник. Активна служба у ЈНА престала му је 1947. године. Народни херој.[ж][2]
- Живан Ранковић (1880—1960) генерал-мајор. Активна служба у ЈНА престала му је 1947. године.[з]
- Марко Рапо (1919—1991) генерал-потпуковник. Активна служба у ЈНА престала му је 1977. године.
- Буде Ратковић (1921—2003) генерал-мајор. Активна служба у ЈНА престала му је 1970. године.
- Мирко Ратковић генерал-мајор.
- Стево Рауш (1916—1998) генерал-пуковник. Активна служба у ЈНА престала му је 1976. године. Народни херој.
- Андрија Рашета (1934—2021) генерал-потпуковник.  Активна служба у ЈНА престала му је 1992. године.
- Илија Рашковић (1927) генерал-мајор.
- Јанез Ребољ (1937) генерал-мајор.
- Златко Рендулић (1920—2021) ваздухопловнотехнички генерал-пуковник. Активна служба у ЈНА престала му је 1981. године.
- Богдан Ренчељ (1928—2008) генерал-потпуковник. Активна служба у ЈНА престала му је 1987. године.
- Етем Речица (1922—1980) генерал-потпуковник.
- Милован Ристић (1935—2011) генерал-мајор.[и]
- Мирослав Ристић (1920—1979) генерал-потпуковник.
- Петар Ристић (1924) генерал-потпуковник.
- Стеван Роглић (1921—1992) генерал-пуковник авијације. Активна служба у ЈНА престала му је 1981. године.
- Живко Родић (1923) генерал-мајор. Активна служба у ЈНА престала му је 1979. године.
- Славко Родић (1918—1949) генерал-потпуковник. Народни херој.
- Леополд Рожанц (1935) генерал-мајор.
- Маријан Рожич (1938) генерал-мајор авијације. Активна служба у ЈНА престала му је 1991. године.
- Франц Розман (1911—1944) генерал-потпуковник. Народни херој.
- Франц Ројшек (1914—1975) генерал-мајор. Активна служба у ЈНА престала му је 1965. године. Народни херој.
- Соломон Романо (1919—2006) генерал-мајор. Активна служба у ЈНА престала му је 1971. године.
- Борислав Росић (1928—2017) генерал-мајор. Активна служба у ЈНА престала му је 1987. године.
- Милан Ружиновски (1936—2017) генерал-пуковник.
- Иван Рукавина (1912—1992) генерал-армије. Активна служба у ЈНА престала му је 1977. године. Народни херој.
- Јосип Рукавина (1924) генерал-мајор. Активна служба у ЈНА престала му је 1979. године.
- Бено Русо (1920—2006) генерал-мајор. Активна служба у ЈНА престала му је 1972. године.
- Фрањо Рустија (1916) вице-адмирал. Активна служба у ЈНА престала му је 1974. године.